# Улица Вольта
У́лица Во́льта, также Во́лта (эст. Volta tänav) — улица в Таллине, столице Эстонии. Основана в начале XX века. 

## География
Пролегает в микрорайоне Каламая городского района Пыхья-Таллинн. Начинается от улицы Копли, пересекается с улицами Вабрику и Уус-Вольта и заканчивается на перекрёстке с улицей Тёэстузе.
Протяжённость — 553 м.

## История
Улица получила своё название в 1910 году по работавшему рядом с ней машиностроительному заводу «Вольта». В начале XX века на русском языке носила название Во́льтаская у́лица. В 1913 и 1942 году упоминается как нем. Voltastraße.
Общественный транспорт по улице не курсирует.

## Застройка
Правая (чётная) сторона улицы застроена малоэтажными деревянными жилыми домами конца XIX — первой половины XX века. На левой стороне улицы размещались производственные, административные, складские и прочие здания промышленного назначения двух крупнейших машиностроительных заводов Эстонии: завода имени Лауристина (завод Франца Крулля) и завода «Вольта» (с  2010-х годов на их месте создаются офисно-жилые кварталы Крулля и «Вольта»).
Застройка улицы по состоянию на 2021 год согласно Строительному регистру Эстонии:
- Volta tn 1 / Kopli 68 — административное здание машзавода им. Й. Лауристина (в 2021 году была начата его реконструкция и перестройка под современное офисное здание, которая была завершена в 2024 году);
- Volta tn 2 / Kopli 66 — 2-этажный квартирный дом, построен в 1907 году;
- Volta tn 3 — трёхэтажное здание построено в 1966 году; на первом этаже размещалась столовая завода «Вольта»;
- Volta tn 5, Volta tn 13 — производственные корпуса завода «Вольта»;
- Volta tn 7 — котельная завода «Вольта»;
- Volta tn 9, Volta tn 11 — производственные корпуса завода «Вольта», построены в 1962 году;
- Volta tn 10, 18, 20, 22, 24, 26 — двух- и трёхэтажные квартирные дома 1930—1932 годов постройки;
- Volta tn 12, 14, 16, 30 — двух- и трёхэтажные квартирные дома  примерно 1946 года постройки;
- Volta tn 28 — трёхэтажный квартирный дом (1961 год);
- Volta tn 32 — трёхэтажный квартирный дом (1939 год);
- Volta tn 34 — трёхэтажный квартирный дом (1934 год).

Улица Вольта, нечётная сторона
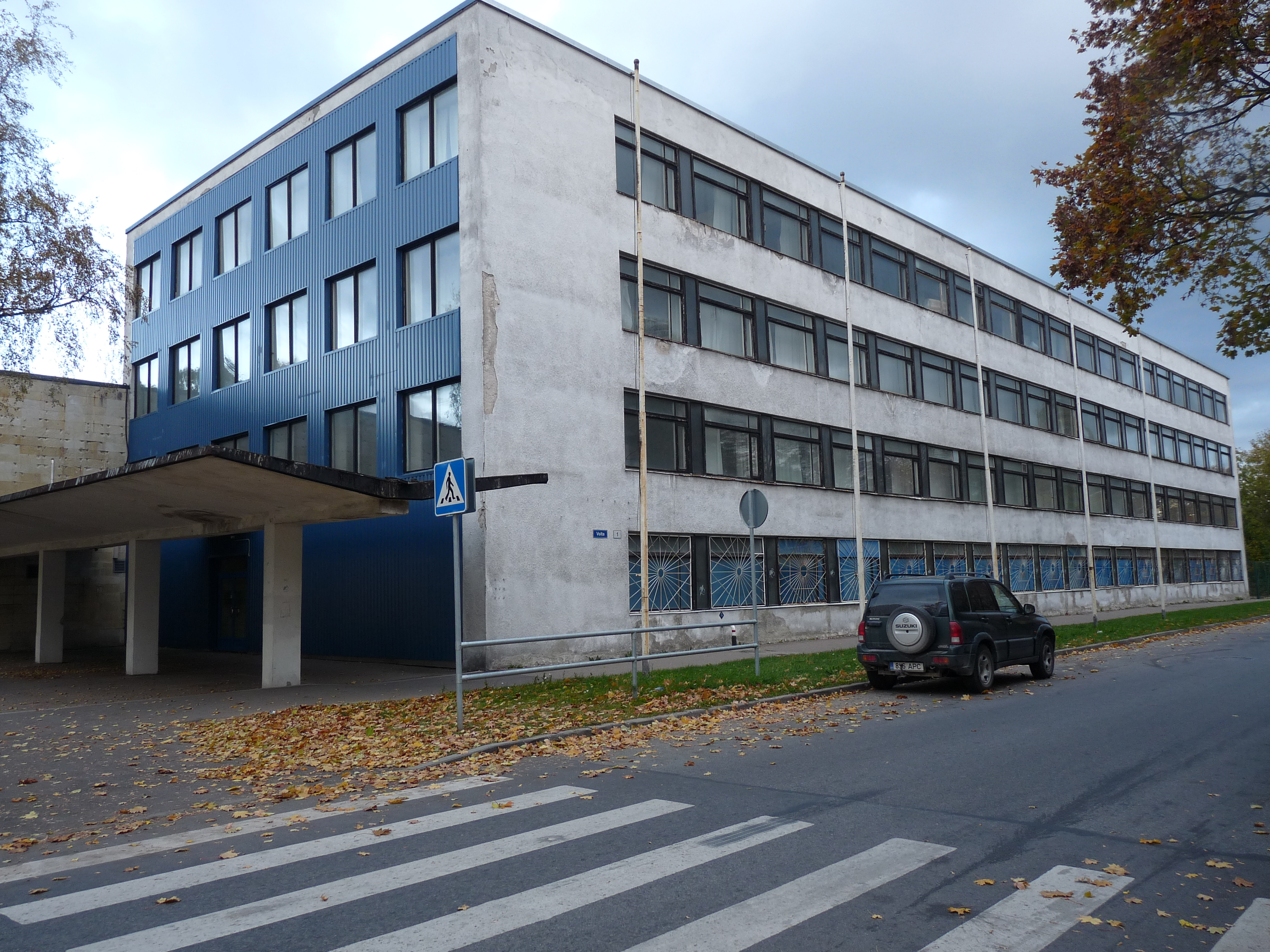
Дом 1 в 2010 году (административное здание Таллинского машзавода)
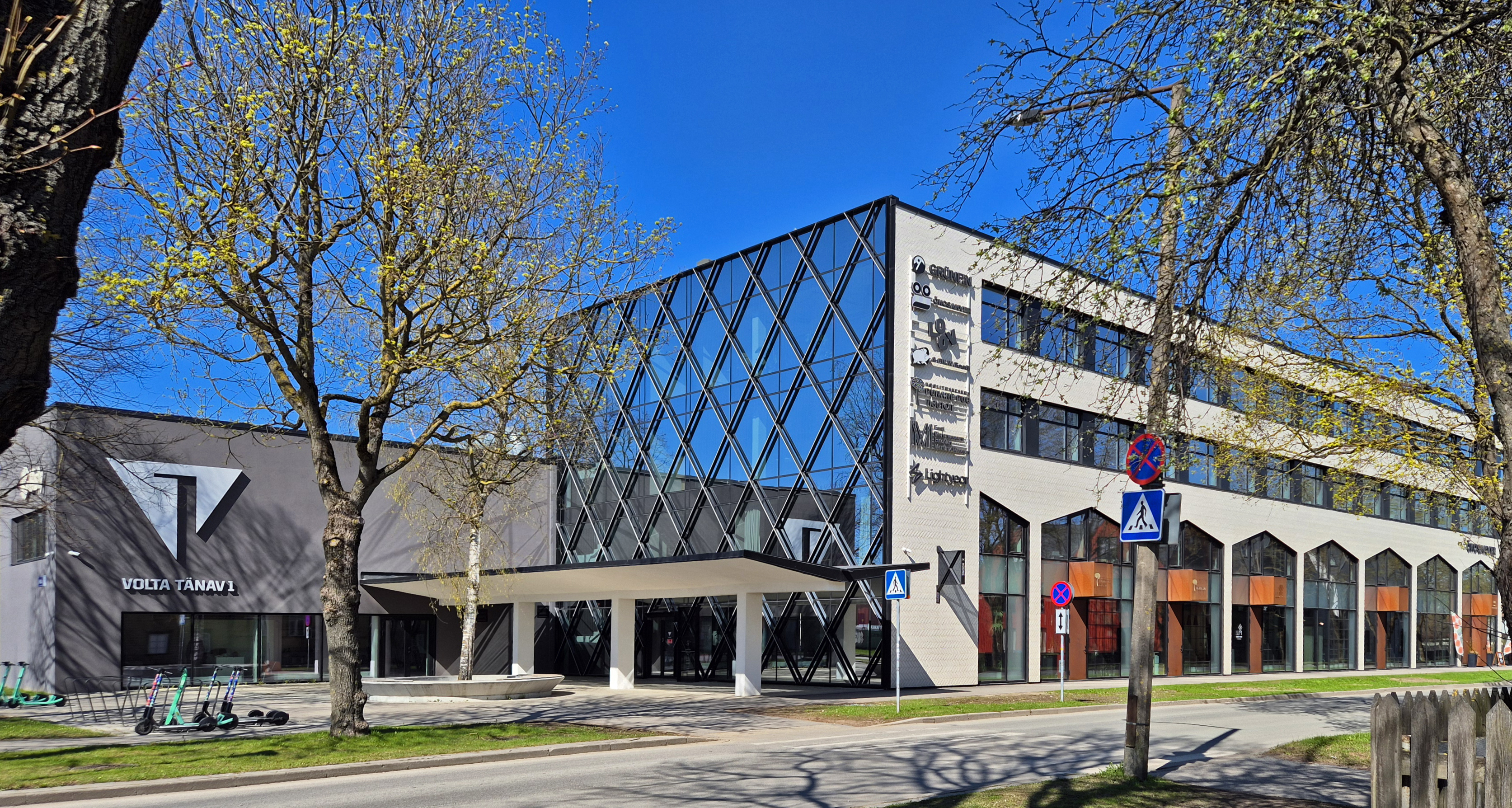
Дом 1 в 2025 году
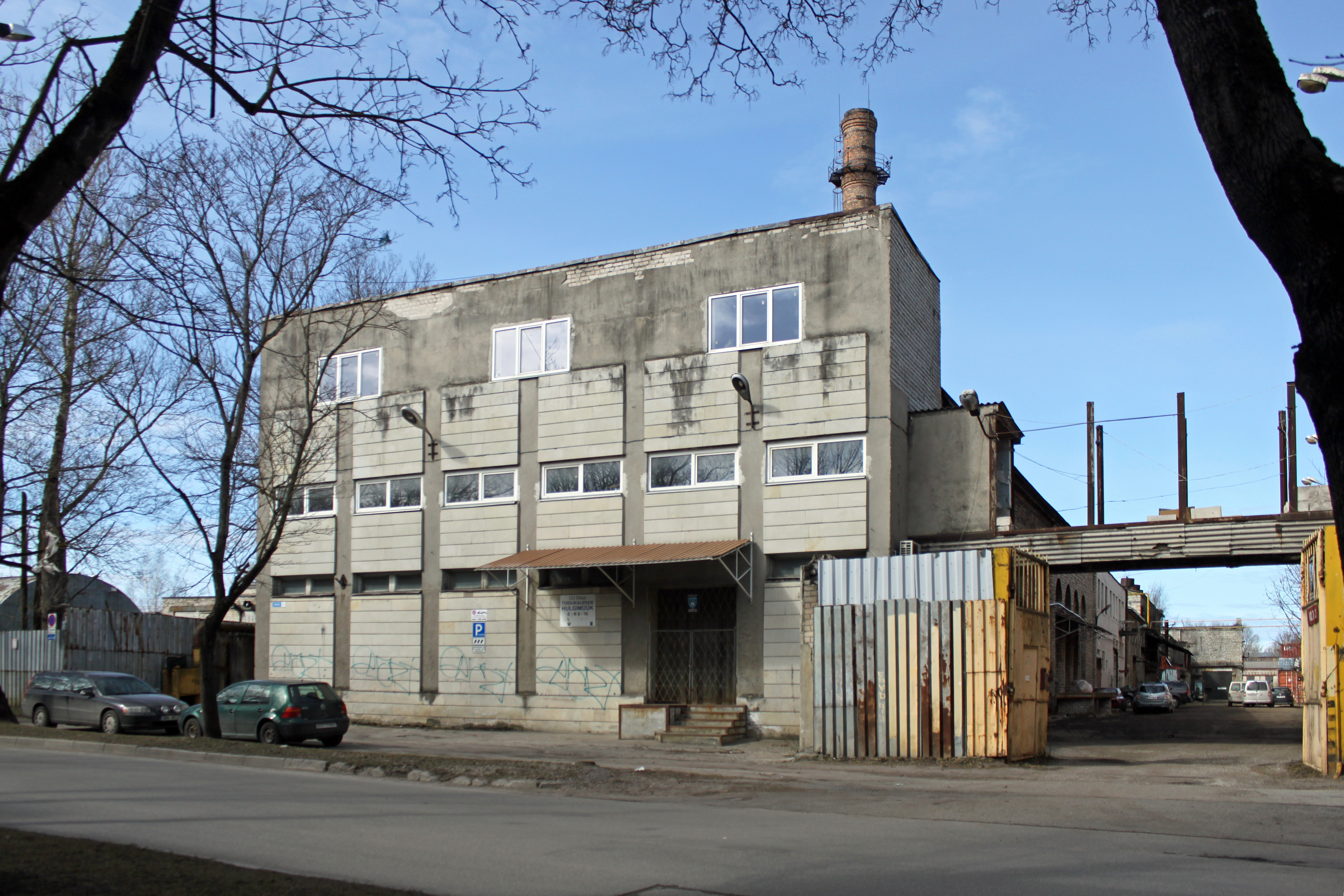
Дом 3 в 2017 году (бывшая столовая завода «Вольта»)
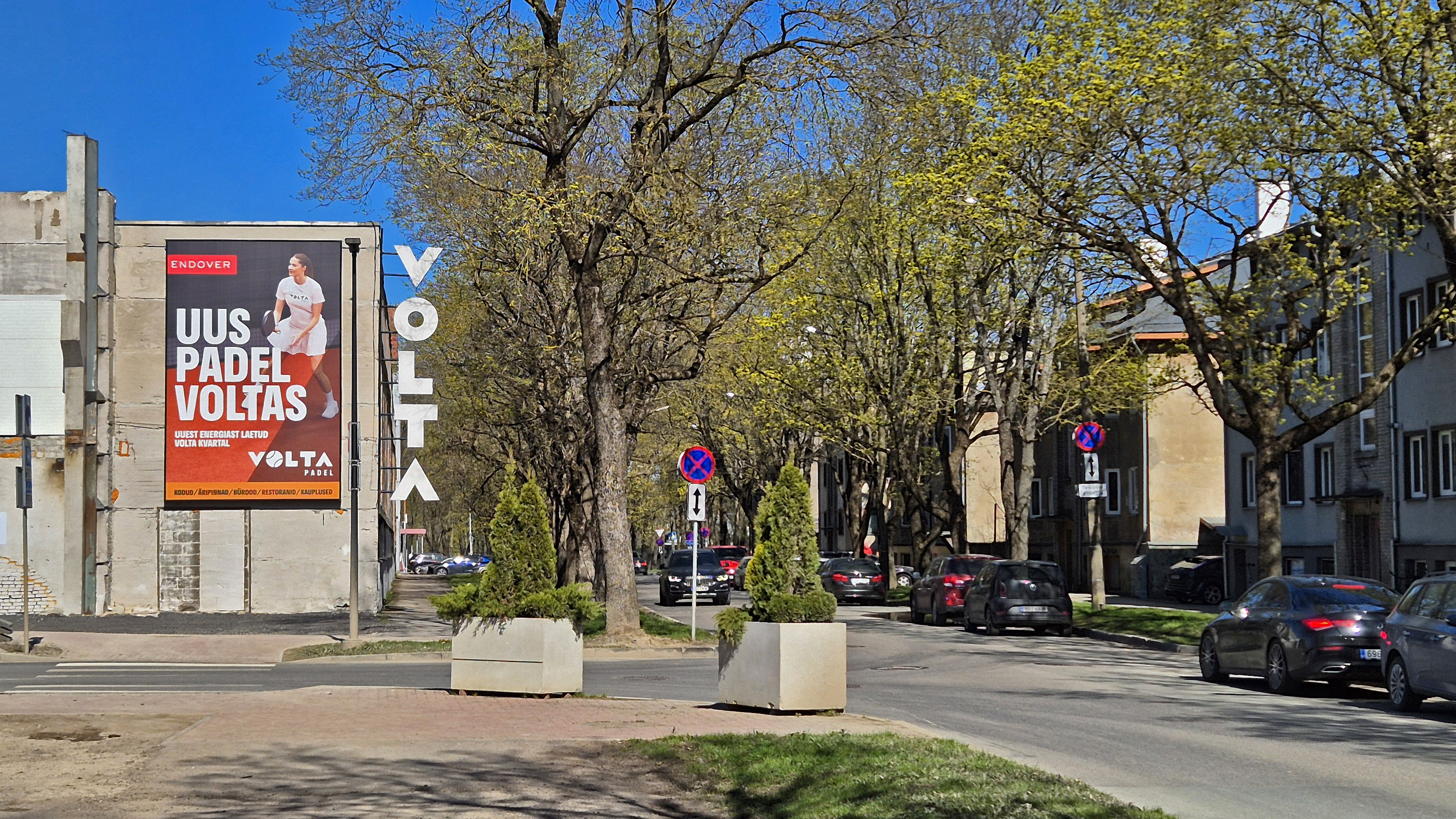
Перекрёсток с улицей Уус-Вольта, 2025 год
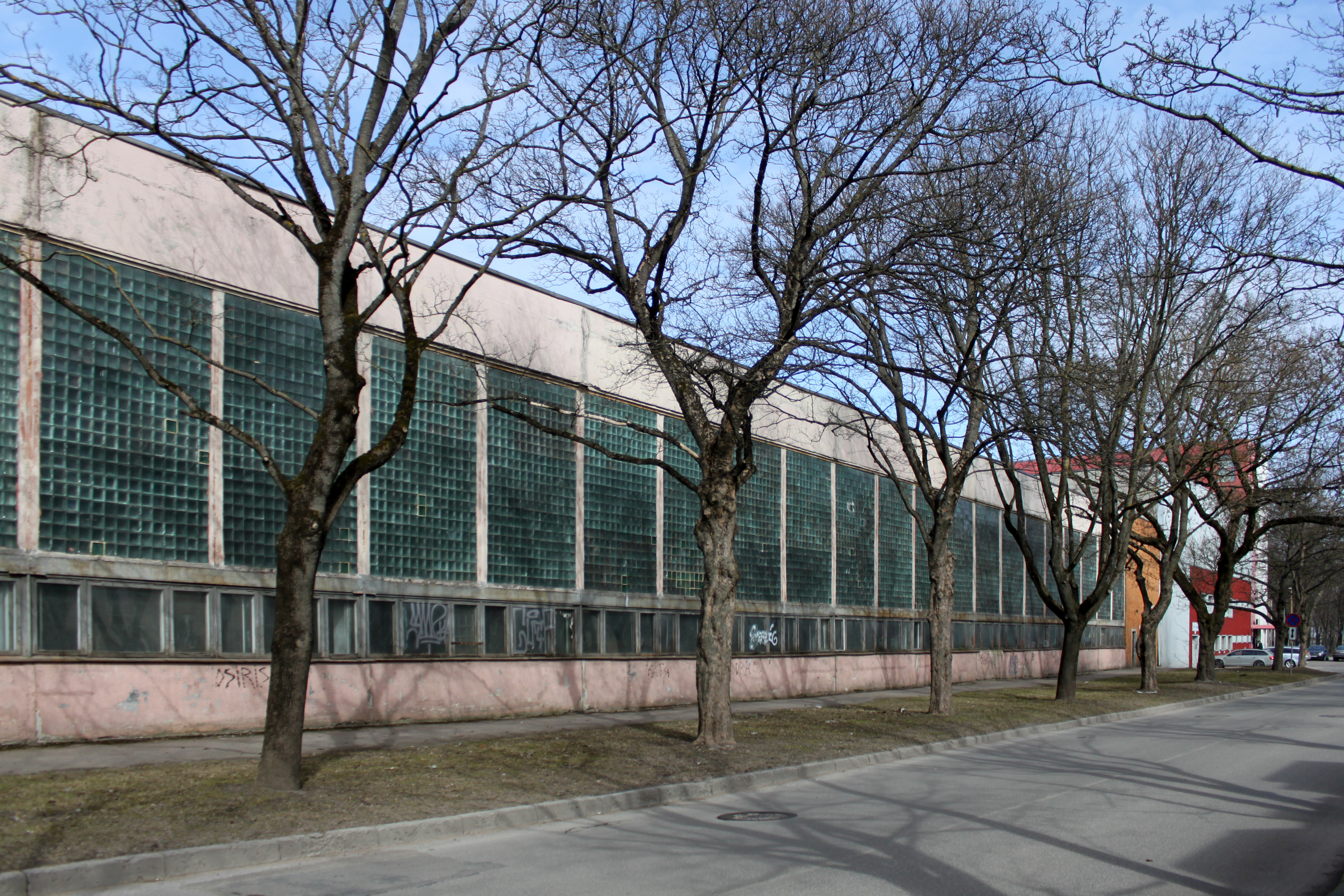
Конец улицы. Бывший цех завода «Вольта», 2017 год

Улица Вольта, чётная сторона. Застройка 1930—1940 годов
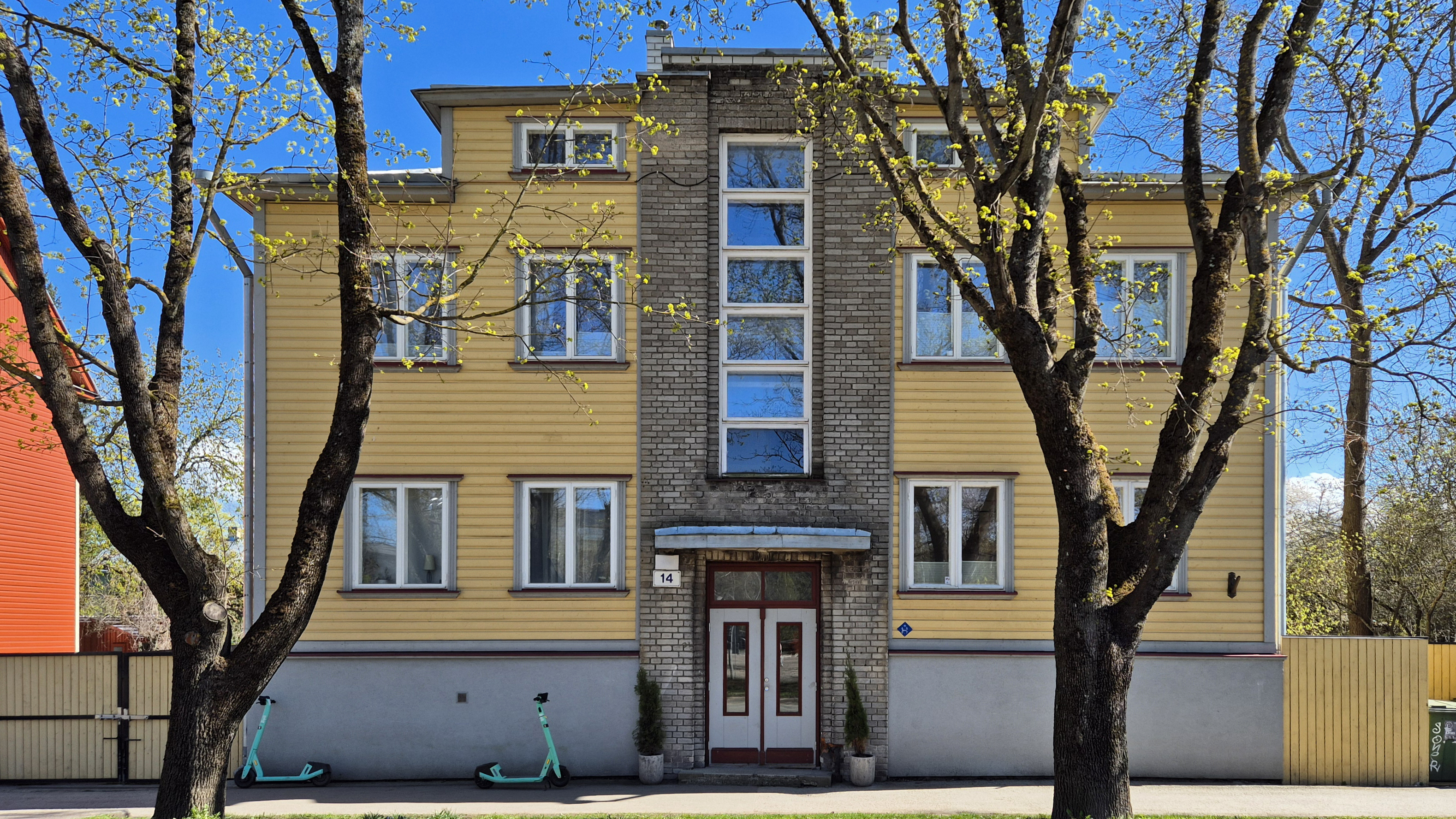
Дом 14
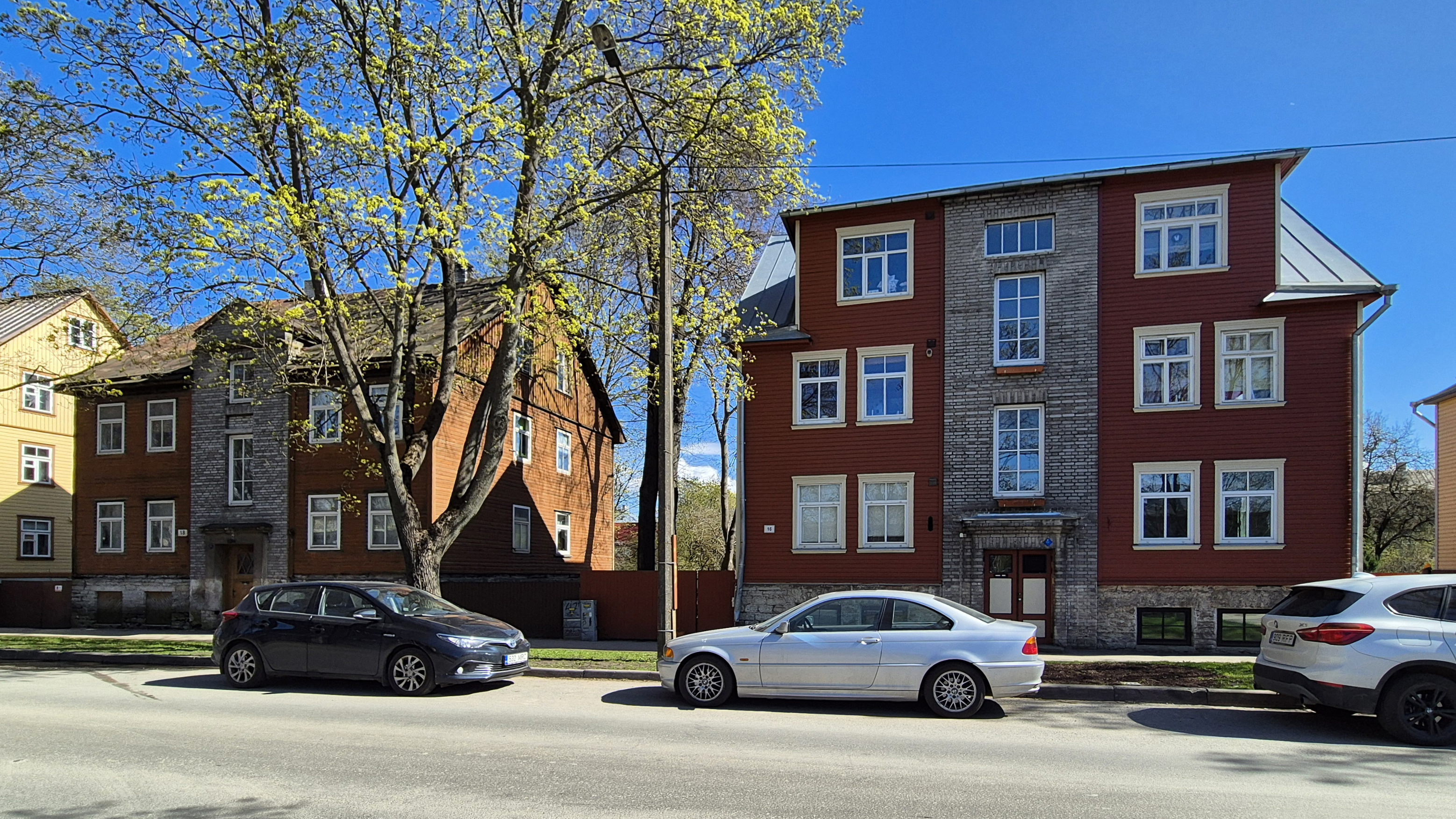
Дома 18 и 16
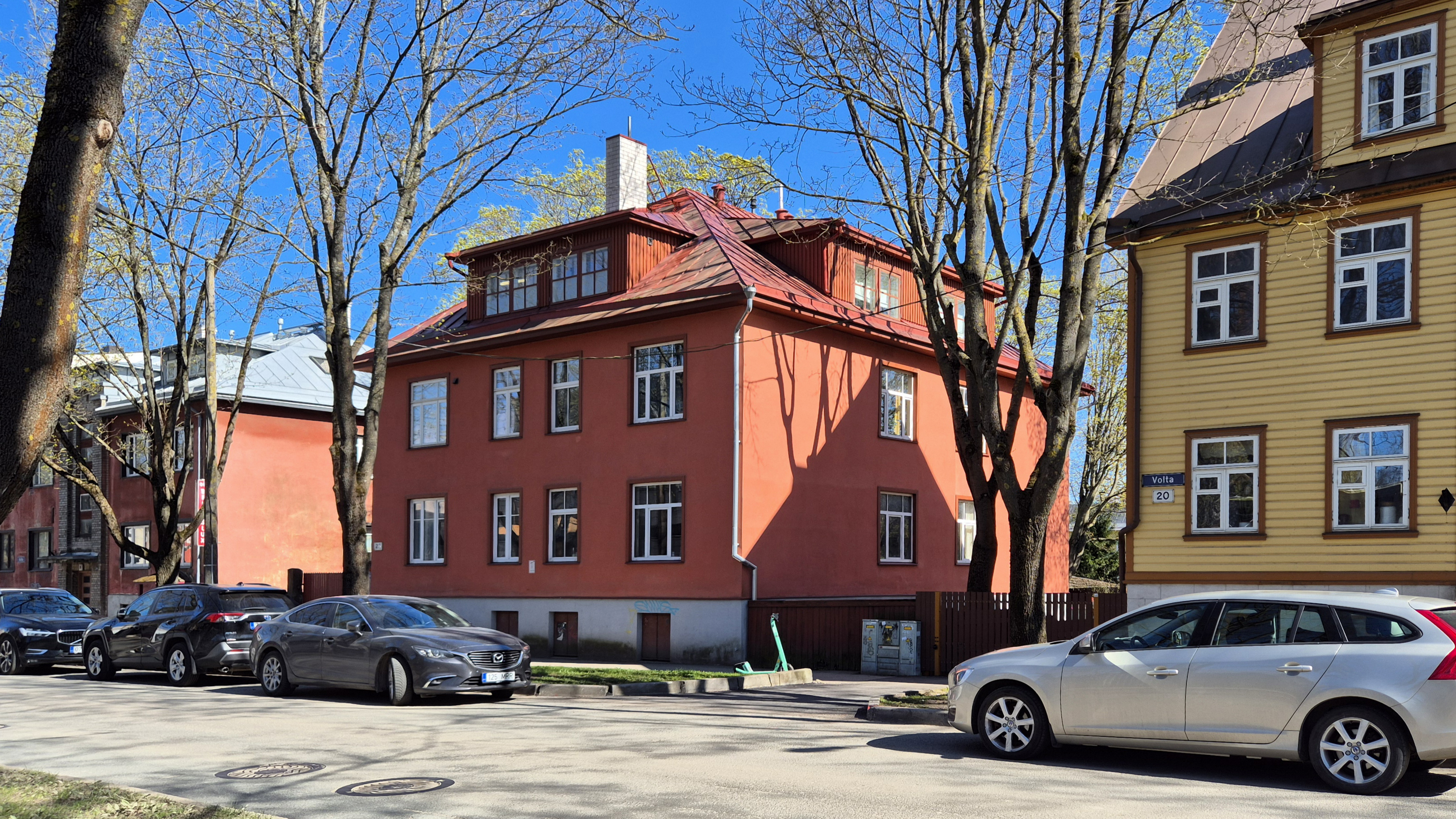
Дом 22
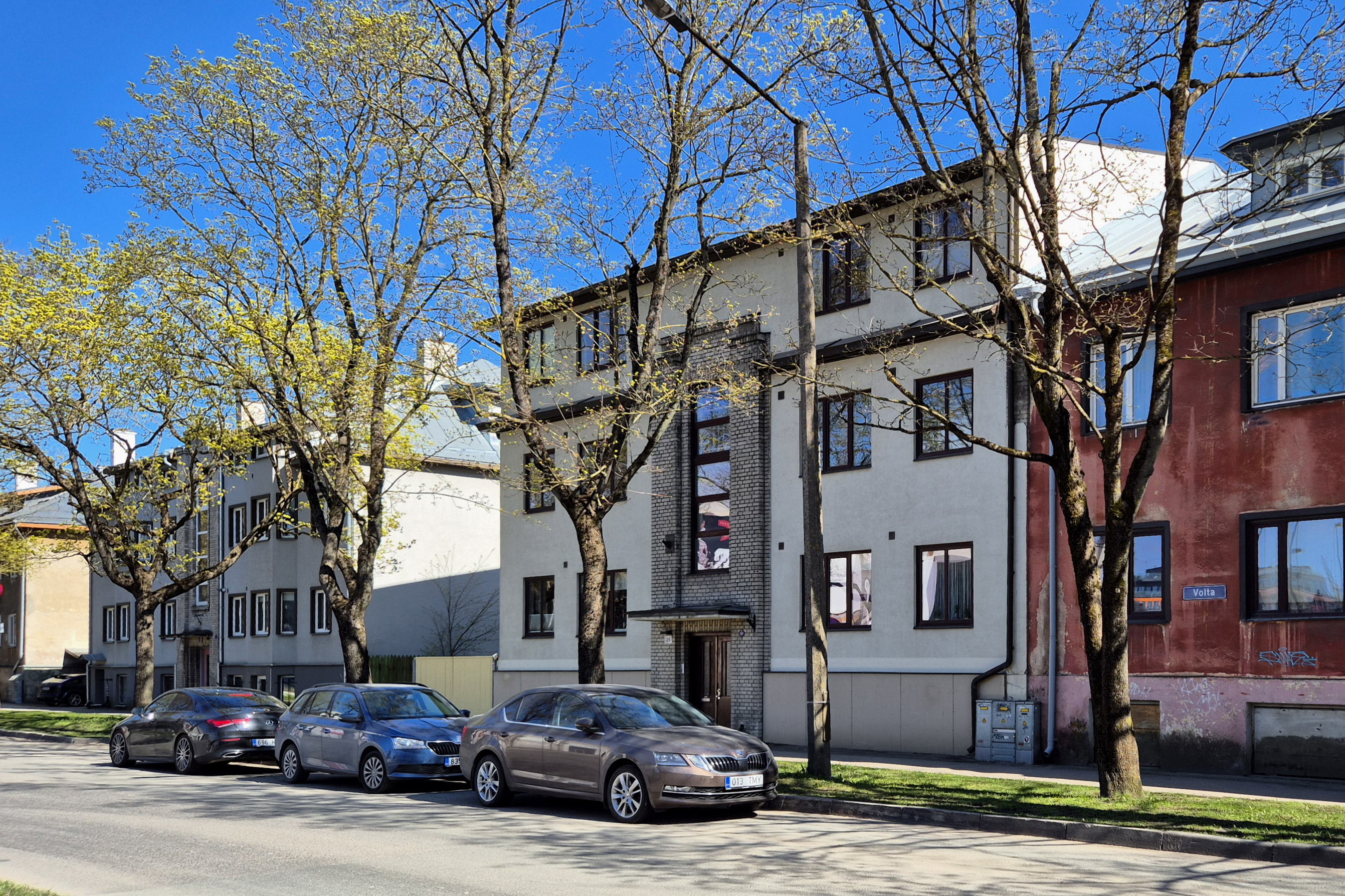
Дом 26